# San Javier (Santa Cruz)
San Javier is de hoofdstad van de gemeente San Javier in de provincie Ñuflo de Chávez in het departement Santa Cruz in Bolivia.

## Werelderfgoedlijst
De stad staat bekend als onderdeel van de Jezuïetenmissies van Chiquitos, die wordt verklaard in 1990 een Werelderfgoedlijst.